# Moukatchevo
Moukatchevo (en ukrainien : Мукачево, Moukatchevo ; avant 2017 ukrainien : Мукачеве, Moukatcheve ou Мукачів, Moukatchiv ; en russe : Мукачево, Moukatchevo ; en rusyn : Мукачово, Moukatchovo ; en hongrois : Munkács) est une ville de l'oblast de Transcarpatie, en Ukraine, et le centre administratif du raïon de Moukatcheve. Sa population s'élevait à 85 569 habitants en 2022.

## Géographie
Moukatchevo est arrosée par la rivière Latorytsa, à 40 km au sud-est d'Oujhorod, à 157 km au sud-ouest d'Ivano-Frankivsk, à 184 km au sud-ouest de Lviv et à 608 km au sud-ouest de Kiev

Rivière Latorytsa à Moukatchevo.

## Histoire
Du IXe au XIe siècle, Moukatcheve a pendant un temps fait partie de la Rus' de Kiev. En 1018, Moukatcheve est pris par les Hongrois et devient un pôle de la puissance des rois hongrois. En 1397, la ville et ses environs sont attribués par le roi Sigismond de Hongrie au prince ruthène Theodor Koriatovich, qui établit de nombreux Ruthènes sur ce territoire. Au cours du XVe siècle, la ville prospère et devient le centre de l'artisanat et du commerce de la région. En 1445, la ville devient une ville royale libre hongroise et reçoit l'autonomie urbaine (droit de Magdebourg).
Au cours du XVIe siècle, Munkács fait partie de la principauté de Transylvanie. Des révoltes contre les Habsbourg ont lieu entre 1604 et 1711, dans les territoires de l'actuelle Slovaquie. Un lycée est fondé dans la ville en 1646. De 1685 à 1688 a lieu à Munkács le début de la lutte d'Imre Thököly contre les Habsbourg.
Au début du XVIIIe siècle, éclate à Munkács la révolte dirigée par François II Rákóczi. Peu après le milieu du XVIIIe siècle, la ville passe sous la souveraineté autrichienne comme partie du Royaume de Hongrie. C'est l'une des principales places fortes de la dynastie des Habsbourg. En 1726, le château Palanok et la ville, qui appartenaient jusqu'en 1711 à la famille Rákóczi, sont donnés par les Habsbourg à la famille Schönborn, qui est responsable de l'expansion de la ville. De nombreux Allemands sont établis dans la région, favorisant une forte croissance économique. Au cours des années 1796-1897, le château, jusque-là puissante forteresse, devient une prison politique. En 1821-1823, le héros national grec Alexandre Ypsilántis est emprisonné au château de Palanok.

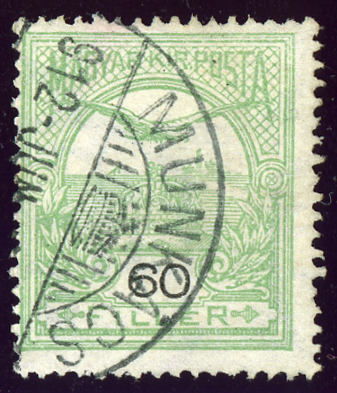
Munkács dans le Royaume de Hongrie en 1912.

En 1919, après l'accord américano-ruthène conclu avec Tomáš Masaryk pour intégrer la Ruthénie à la Tchécoslovaquie, l'ensemble de la Ruthénie subcarpatique est occupée par les troupes tchécoslovaques. Le 4 juin 1920, Munkács devient officiellement tchécoslovaque par le traité de Trianon et prend le nom officiel de Moukatchevo (Mukačevo transcrit en tchèque et en slovaque). En novembre 1938, une partie du territoire de l'ancien Royaume de Hongrie est de nouveau annexée par la Hongrie dans le cadre du premier arbitrage de Vienne. En 1944, tous les Juifs de la ville (environ 15 000) sont alors déportés à Auschwitz. Jusque-là, Munkács était la seule ville de Hongrie à avoir une population en majorité juive.
À la fin de 1944, l'Armée rouge s'empare de la Ruthénie, qui est annexée par l'Union soviétique à la suite d'un traité signé avec la Tchécoslovaquie en 1945. Une partie de la population hongroise est alors expulsée et Munkács change de nom devenant Moukatchevo ; la ville est incorporée à la république socialiste soviétique d'Ukraine. Pendant la guerre froide, une importante base aérienne se trouvait près de la ville. Depuis 1991, Moukatchevo fait partie de l'Ukraine indépendante.
En 2002,[réf. nécessaire] elle est devenue le centre d’une éparchie de l’Église grecque-catholique ruthène de Transcarpathie. Son éparque siège à la cathédrale de l’Exaltation-de-la-Sainte-Croix d’Oujhorod avec le titre d’« évêque de Mukačeve des Ruthènes ».

## Population

### Démographie
Le taux de natalité était de 12,3 ‰ avec 1046 naissances en 2012 (12,0 ‰ et 1016 naissances en 2011) tandis que le taux de mortalité était de 11,2 ‰ avec 951 décès (10,8 ‰ et 914 décès en 2011).
Recensements (*) ou estimations de la population :
| 1866  | 1880  | 1891   | 1900   | 1910   | 1926   | 1939   | 1959*  |
| ----- | ----- | ------ | ------ | ------ | ------ | ------ | ------ |
| 8 600 | 9 600 | 10 500 | 14 400 | 17 000 | 20 800 | 31 600 | 46 423 |

| 1970*  | 1979*  | 1989*  | 2001*  | 2011   | 2012   | 2013   | 2014   |
| ------ | ------ | ------ | ------ | ------ | ------ | ------ | ------ |
| 57 414 | 71 864 | 84 521 | 82 346 | 84 163 | 84 360 | 84 992 | 85 487 |

| 2015   | 2016   | 2017   | 2018   | 2019   | 2020   | 2021   | 2022   |
| ------ | ------ | ------ | ------ | ------ | ------ | ------ | ------ |
| 85 959 | 86 339 | 86 037 | 85 892 | 85 881 | 85 796 | 85 903 | 85 569 |

### Structure par âge
Structure par âge de la population en 2016 :
0-14 ans : 17,5 %  (7 887 hommes et 7 139 femmes)
15-64 ans : 71,0 %  (28 550 hommes et 32 241 femmes)
65 ans et plus : 11,5 %  (3 501 hommes et 6 367 femmes)

### Nationalités
Au recensement de 2001, la population se répartissait ainsi :
- 77,1 % d'Ukrainiens (dont une part importante de Ruthènes, comptabilisés comme Ukrainiens lors du recensement.)[4]
- 9,0 % de Russes
- 8,5 % de Hongrois
- 1,9 % d'Allemands
- 1,4 % de Roms

## Économie

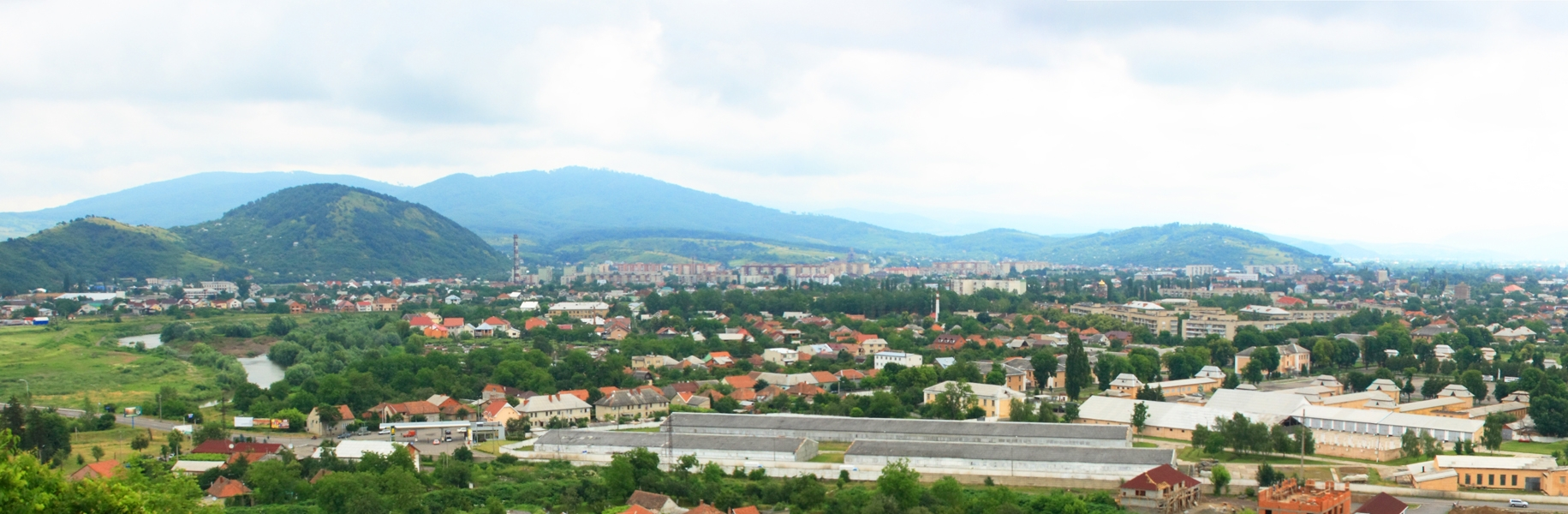
Panorama de Moukatchevo.

Moukatchevo est un terminus ferroviaire et un carrefour routier. Elle se trouve dans une région viticole et possède des industries agroalimentaires (vin, bière, tabac, etc.), des usines textiles et des fabriques de meubles.

## Transports
La gare de Moukatchevo est située à 64 km d'Oujhorod par le chemin de fer et à 42 km par la route. Moukatcheve se trouve sur la route européenne 50. La ville a aussi une base aérienne.

## Patrimoine
Patrimoine civil
Le principal monument et centre d'intérêt de la ville est le château de Palanok construit à partir du XIVe siècle sur une hauteur qui domine la ville.

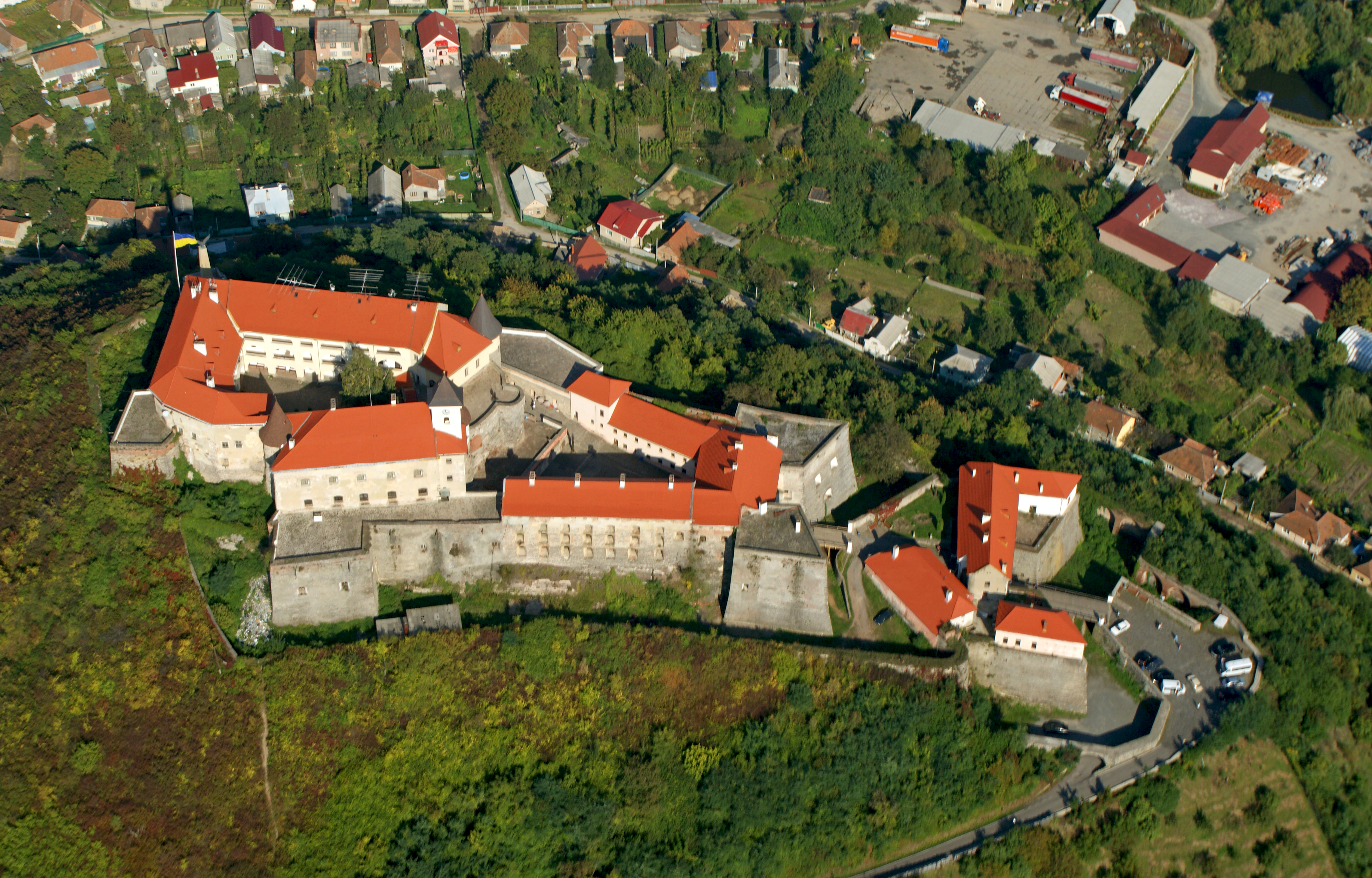
Château de Palanok : vue aérienne.
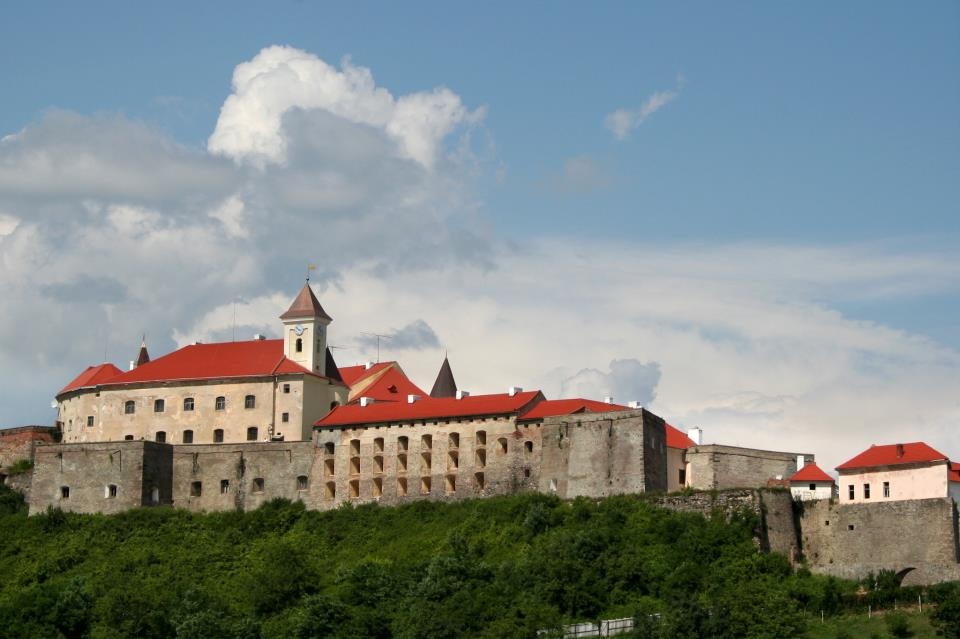
Château de Palanok.

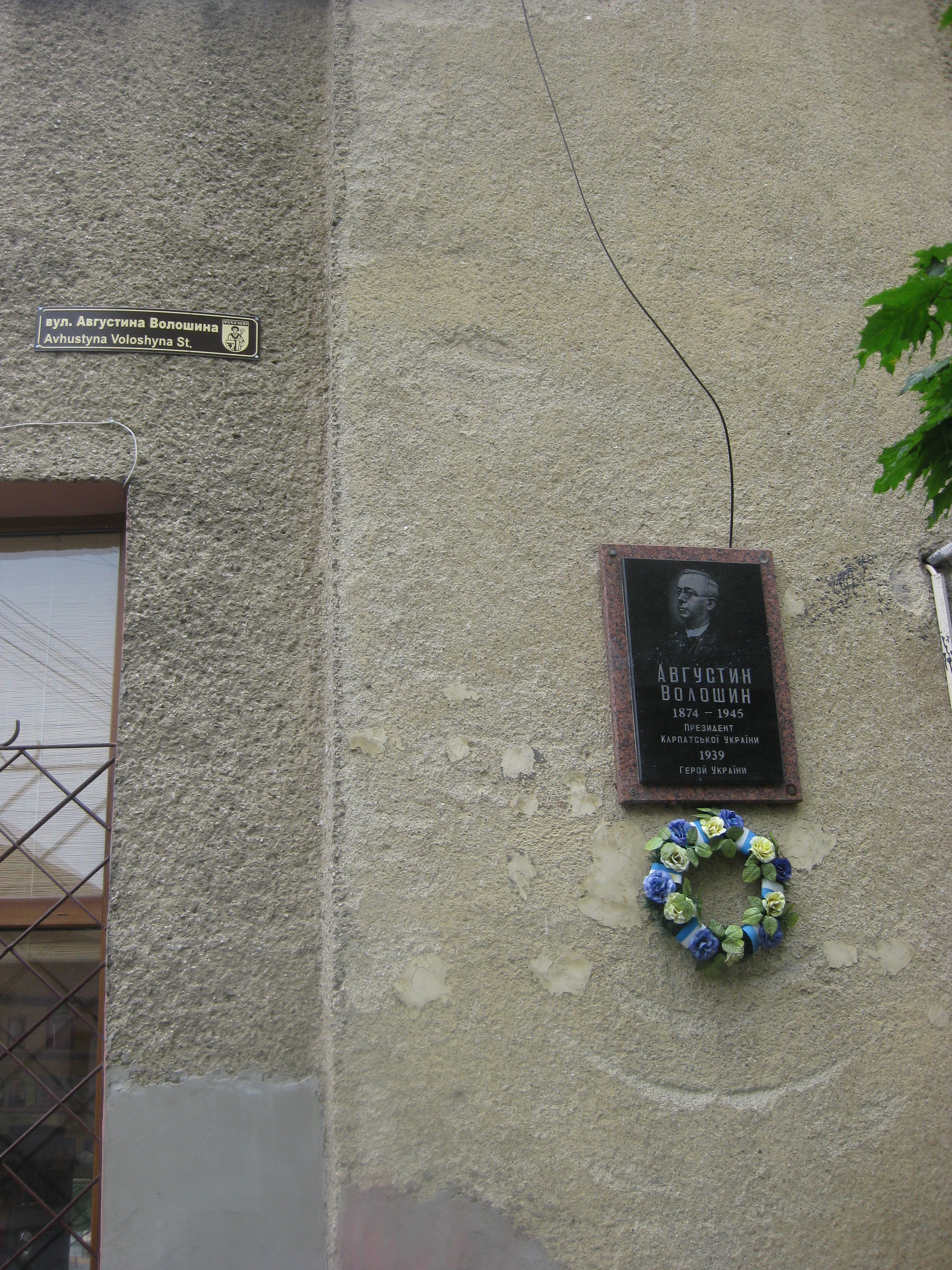
Mémorial à Augustin Volochyne, classé[5],
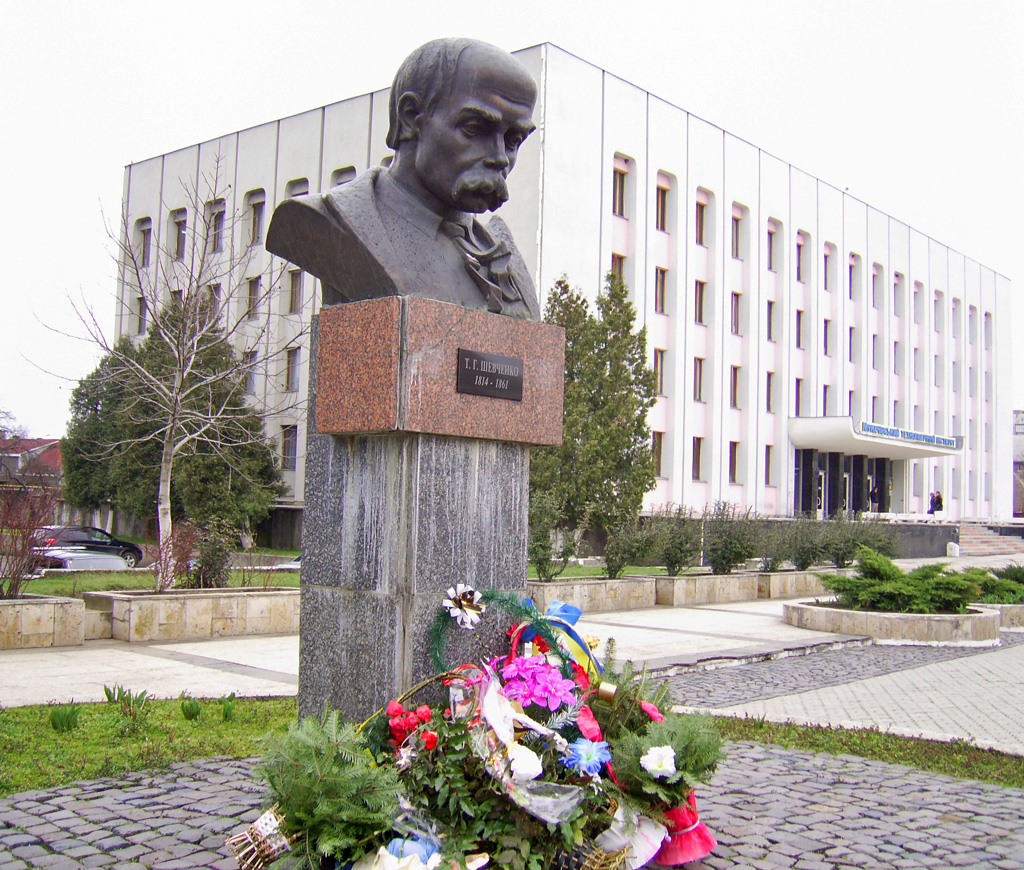
à Taras Chevtchenko, classé[6],
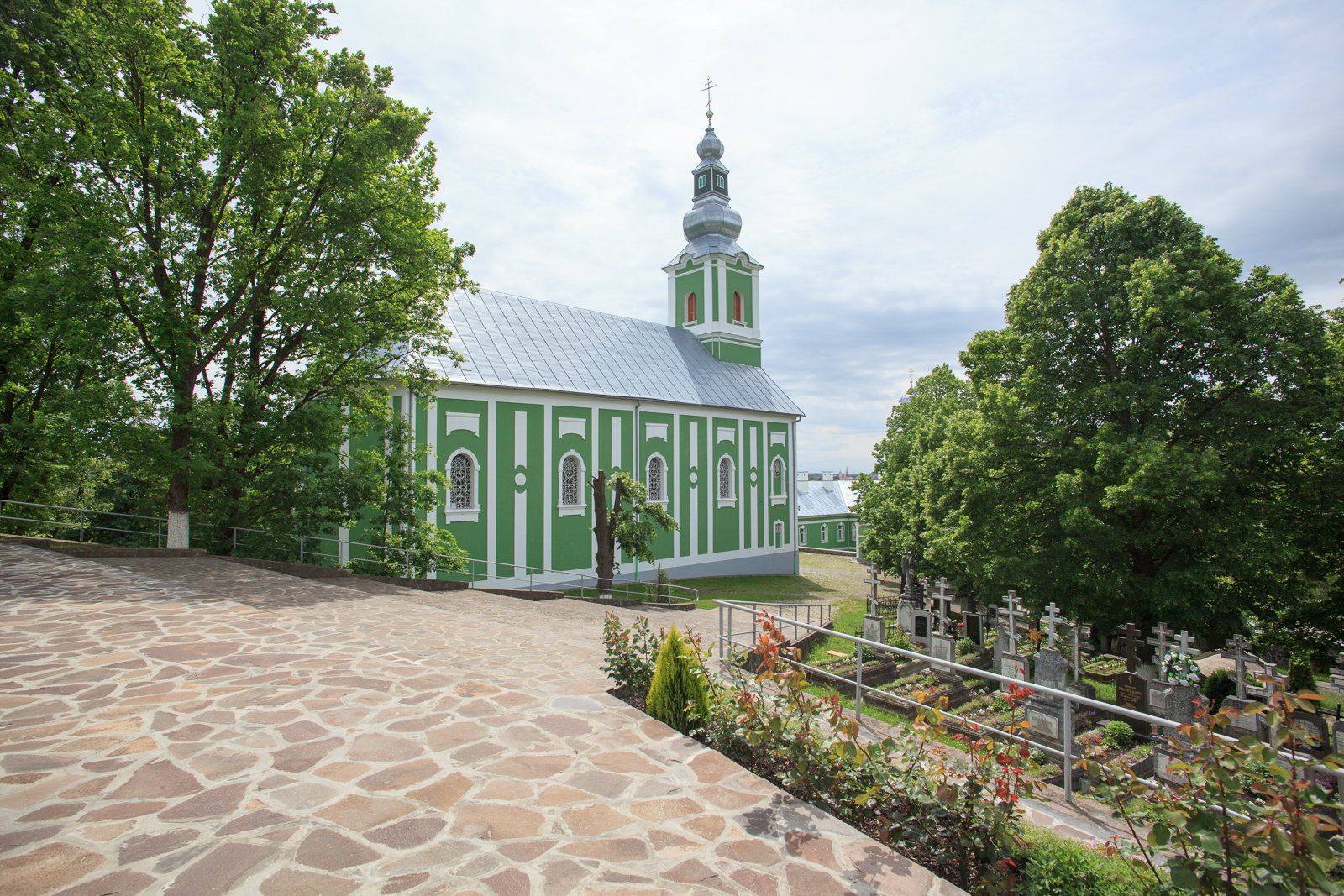
église st-Nicolas, classée[7],

Patrimoine religieux

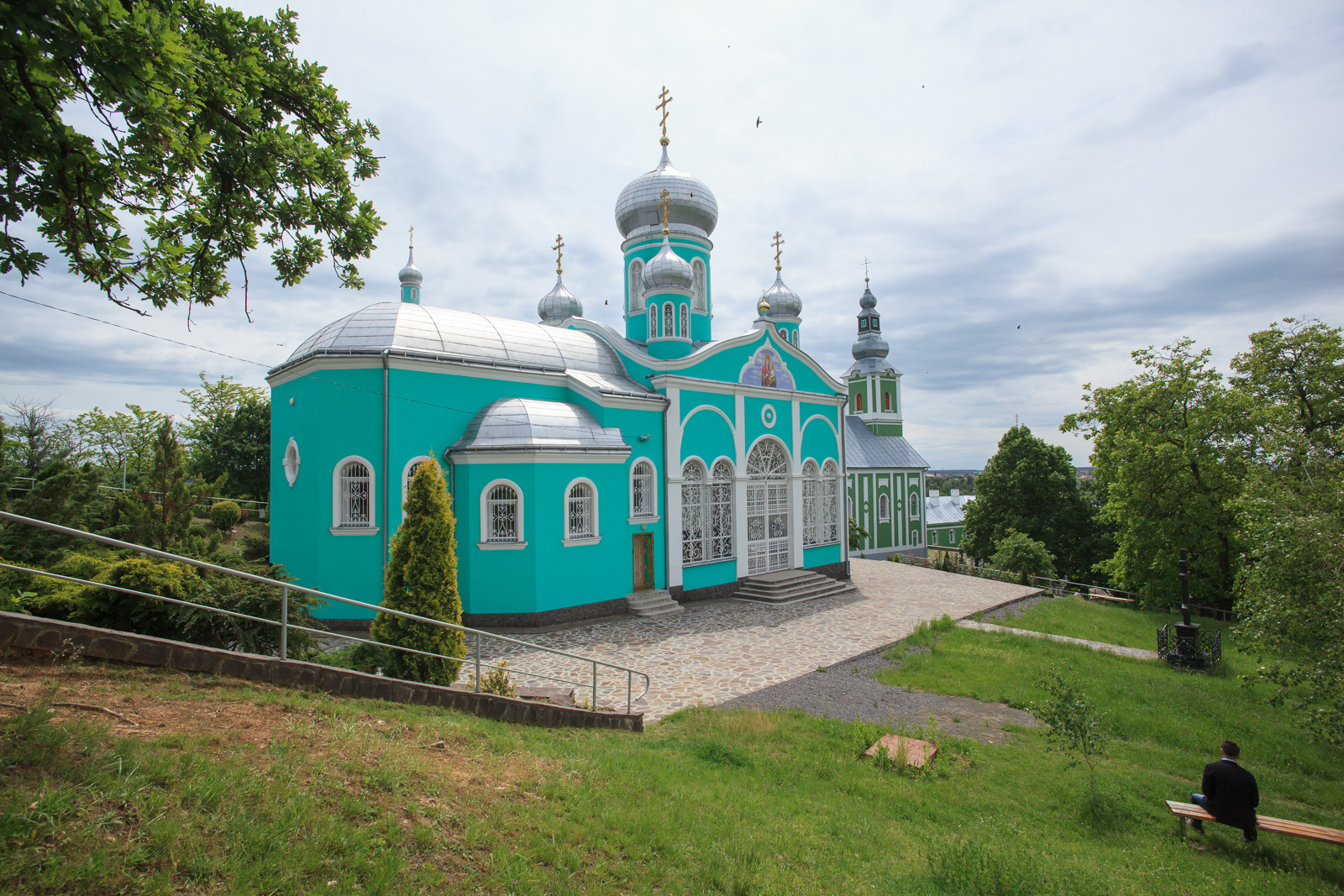
Couvent Saint-Nicolas : église Dormition.
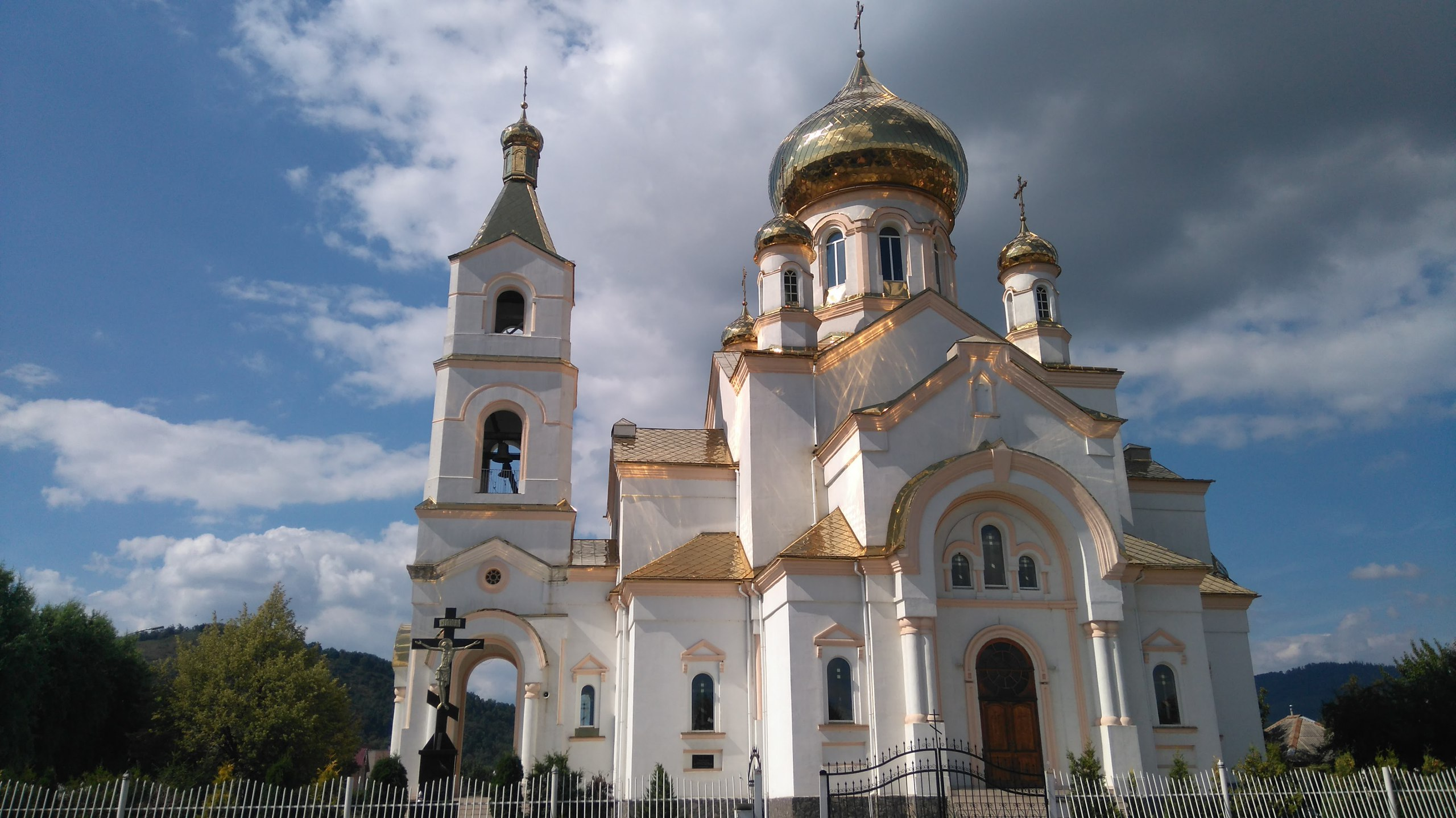
Église orthodoxe.
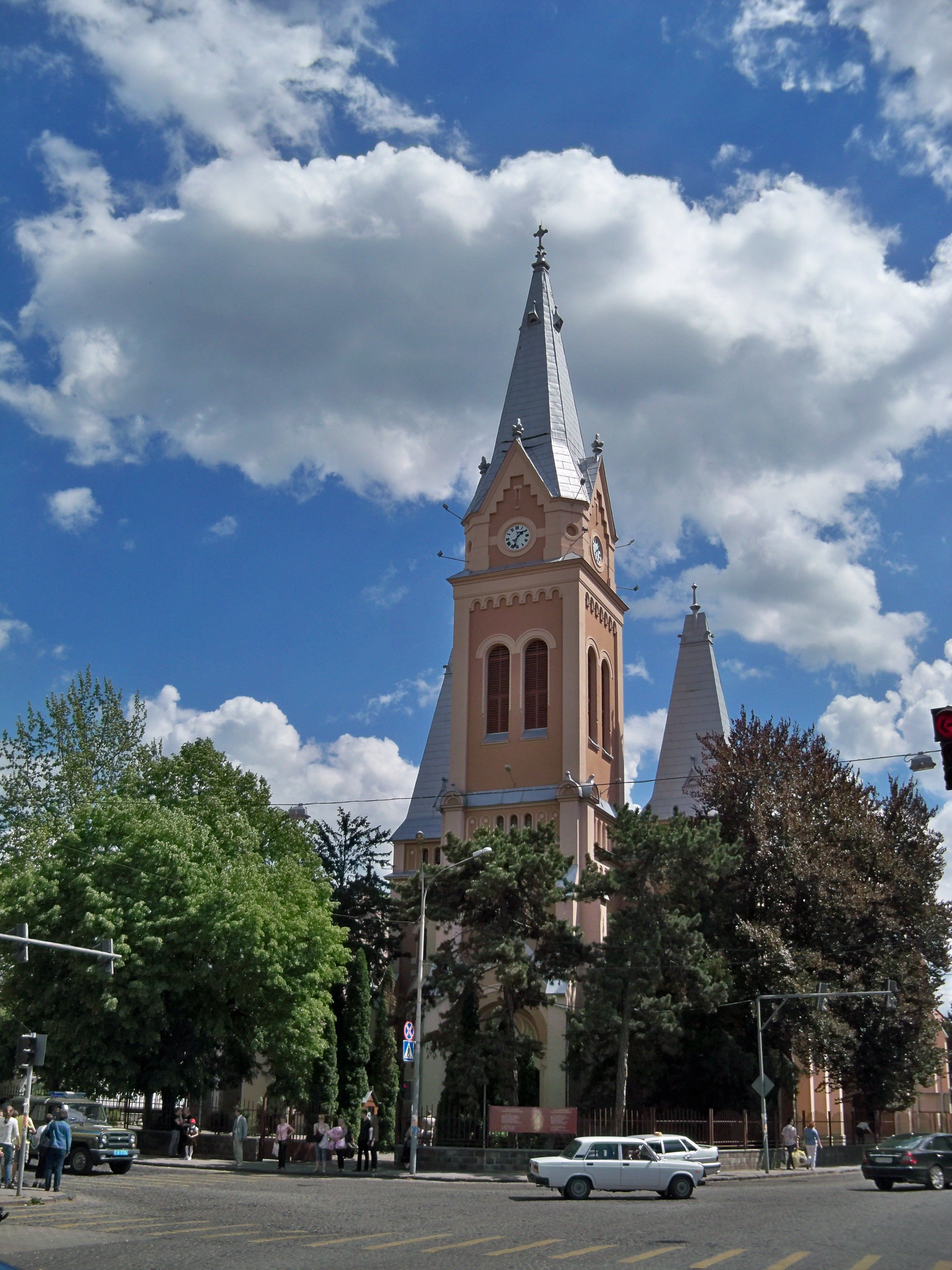
Église Saint-Martin de Tours.

## Personnalités
- Aurelia Litsner De Fere (1835-1917), musicienne, chanteuse et professeure de chant, y est née.
- Mihály Munkácsy (1844-1900), peintre hongrois, né à Moukatchevo, dont il a tiré son nom d'artiste (Munkács en hongrois).
- Tivadar Uray (1895-1962), acteur hongrois, y est né.
- Jack Garfein (1930-2019), metteur en scène, producteur et ancien réalisateur américain y est né.
- Marina Tkatchenko (1965-), championne olympique de basket-ball en 1992.